# 青木満理子
蒼木 鞠子（あおき まりこ、2月28日 - ）は日本の女優。富山県出身。舞台女優だけではなく、地元富山の高岡市観光大使あみたん娘公式コスプレイヤーなど、幅広く活動中。
神奈川県の昭和音楽大学ミュージカルコースに通う傍ら、芸能事務所VIVITに所属して芸能活動を行っていた。
しかし、学業と芸能活動を両立させることに苦悩し、3年次に大学を休学することを決意。1年間芸能活動に専心する。
その後当時のマネージャーや周囲の人々と相談し、芸能事務所を辞めてフリーになる。
現在はフリーで芸能活動を続けつつ、大学に復学して学業に勤しんでいる。

## 出演

### 朗読・芝居
- 2013/09　朗読「歳をとった鰐の話」
- 2013/10　朗読「満理子の朗読会」
- 2014/02　朗読「あらしのよるに」
- 2014/03　朗読「神様」「鰐の小説」（しずかちゃんフィルムズ公演）
- 2014/05　芝居「ここでは死ねない！？」（演劇ユニット・鞠とカナリア旗揚げ公演）
- 2014/08　朗読「ジョゼと虎と私たち」（めのん！VS 体にやさしいパンク「最高の夏にしようねノイローゼ」）
- 2014/09　朗読「実験公演」
- 2014/10　朗読「神様」（笹口騒音VSめのん！笹ガールズVS澁ガールズ おんがくVS演劇）

### DVD
- 「舞台ドリームクラブ〜国民総ピュア化計画☆エブリデイが週末！？〜」ナオ役
- 「劇団ドリームクラブ―ホストガール ライブオンステージ Vol.3」ナオ役

### 舞台
- 2011/03　富山文化財団主催　グランドミュージカル「回転木馬」スノウ家の長女役
- 2012/06　第3回ニコニコミュージカルアトリエ公演「女の平和」ミュリネー役
- 2013/08　「舞台ドリームクラブ〜国民総ピュア化計画☆エブリデイが週末！？〜」ナオ役
- 2013/10　いと、まほろば「【うごく同人誌】進撃の巨乳」青木満理子役
- 2014/09　爬虫類企画「ヒョウイズム」しのぶ役 他
- 2015/04　TeamACT「ピカイチ殺人事件〜泡沫のアイドル〜」青木まり子役
- 2015/05　ネリムプロデュース「劇場版サヨナラワーク」萌子役

### ライブ
- 2014/04　いと、まほろば「超次元のど自慢」
- 2014/07　「劇団ドリームクラブ―ホストガール ライブオンステージ Vol.3」ナオ役
- 2014/09　東京ゲームショウ D3Pブース「劇団ドリームクラブ―ホストガール ライブオンステージ」ナオ役
- 2014/11　「劇団ドリームクラブ―ホストガール ライブオンステージ Vol.4」ナオ役

### 雑誌掲載
- 2015/01 地方雑誌「富山情報【きらり富山人】」（インタビュー掲載）
- 2015/04〜2016/03 北日本新聞 富山市折込チラシ「みら〜れ」（コラム「まりこみゅ」連載）

### その他
- 2014/03　とやまweek in Tokyo (あみたん娘・カノン役)
- 2014/04　ニコニコ超会議3 (あみたん娘・カノン役)
- 2014/11　8はちアソビ (あみたん娘・カノン役)
- 2015/03　世界コマ大戦2015 (あみたん娘・カノン役)
- 2015/03　北陸新幹線開通記念・食の祭典2015 (あみたん娘・カノン役)
- 2015/05　とちてれ アニメフェスタ (あみたん娘・カノン役)
- 2015/06　PLUM LIVE SHOP秋葉原店 1周年記念イベント (あみたん娘・カノン役)
- 2015/06　第29回人間力大賞プレゼンテーション会in秋葉原 (あみたん娘・カノン役)